# Połów o świcie (obraz Leona Wyczółkowskiego)
Połów o świcie – obraz olejny polskiego malarza Leona Wyczółkowskiego z 1890 roku.

## Historia
W drugiej połowie lat 80. XIX wieku Leon Wyczółkowski gościł na Podolu i Kijowszczyźnie na zaproszenie rodzin Podhorskich i Branickich. Utrzymywał się z malowania portretów członków rodzin magnackich. Czas wolny poświęcał na poznawaniu i utrwalaniu na obrazach życia wiejskiego ludu i przyrody. W listach z tego okresu pojawiają się wątki dotyczące sytuacji społecznej ludności wiejskiej. Sytuacje z życia malarz wzięte czynił tematem swoich prac. Z tego okresu pochodzi grupa około trzydziestu scen rybackich.
Połów o świcie, obraz olejny o wymiarach 50,5 × 62,5 cm, przedstawia dwóch rybaków w łodzi. Echa impresjonizmu pobrzmiewają w przedstawieniu krajobrazu rzecznego: pomarańczowo-różowa łuna odbija się w lustrze wody. Postacie odmalowane zostały swobodnymi pociągnięciami pędzla. Dzieło jest sygnowane. Sygnatura znajduje się w lewym dolnym rogu: L. Wyczółkowski | 1890. Obraz stanowi element kolekcji prywatnej.